# Episodi di Community (prima stagione)
La prima stagione della serie televisiva Community è stata trasmessa dall'emittente statunitense NBC negli Stati Uniti dal 17 settembre 2009 al 20 maggio 2010.
Nel gennaio 2010, NBC ha ordinato tre ulteriori episodi per la prima stagione, portando il totale a venticinque episodi.
In Italia, è stata trasmessa dal 13 aprile 2010 al 6 luglio 2010 dall'emittente Comedy Central. In chiaro, è andata in onda su Italia 1 dal 16 settembre 2013 al 1º ottobre 2013.
| Nº | Titolo originale                | Titolo italiano                    | Prima TV USA      | Prima TV Italia |
| -- | ------------------------------- | ---------------------------------- | ----------------- | --------------- |
| 1  | Pilot                           | La comunità                        | 17 settembre 2009 | 13 aprile 2010  |
| 2  | Spanish 101                     | A lezione di spagnolo              | 24 settembre 2009 | 13 aprile 2010  |
| 3  | Introduction to film            | Introduzione al cinema             | 1º ottobre 2009   | 20 aprile 2010  |
| 4  | Social Psychology               | Psicologia sociale                 | 8 ottobre 2009    | 20 aprile 2010  |
| 5  | Advanced Criminal Law           | Il processo di Britta              | 15 ottobre 2009   | 27 aprile 2010  |
| 6  | Football, Feminism and You      | Football, bagni ed esseri umani    | 22 ottobre 2009   | 27 aprile 2010  |
| 7  | Introduction to Statistics      | Nozioni di statistica              | 29 ottobre 2009   | 4 maggio 2010   |
| 8  | Home Economics                  | Economia domestica                 | 5 novembre 2009   | 4 maggio 2010   |
| 9  | Debate 109                      | Il dibattito                       | 12 novembre 2009  | 11 maggio 2010  |
| 10 | Environmental Science           | Scienze ambientali                 | 19 novembre 2009  | 11 maggio 2010  |
| 11 | The Politics of Human Sexuality | Politica della sessualità umana    | 3 dicembre 2009   | 18 maggio 2010  |
| 12 | Comparative Religion            | Religioni comparate                | 10 dicembre 2009  | 18 maggio 2010  |
| 13 | Investigative Journalism        | Giornalismo investigativo          | 14 gennaio 2010   | 25 maggio 2010  |
| 14 | Interpretive Dance              | Danza interpretativa               | 21 gennaio 2010   | 25 maggio 2010  |
| 15 | Romantic Expressionism          | Espressionismo romantico           | 4 febbraio 2010   | 1º giugno 2010  |
| 16 | Communication Studies           | Studi di comunicazione             | 11 febbraio 2010  | 1º giugno 2010  |
| 17 | Physical Education              | Educazione fisica                  | 4 marzo 2010      | 8 giugno 2010   |
| 18 | Basic Genealogy                 | Genealogia elementare              | 11 marzo 2010     | 8 giugno 2010   |
| 19 | Beginner Pottery                | Corso di ceramica per principianti | 18 marzo 2010     | 15 giugno 2010  |
| 20 | The science of Illusion         | La scienza dell'illusione          | 25 marzo 2010     | 15 giugno 2010  |
| 21 | Contemporary American Poultry   | Pollame americano contemporaneo    | 22 aprile 2010    | 22 giugno 2010  |
| 22 | The Art of Discourse            | L'arte del discorso                | 29 aprile 2010    | 22 giugno 2010  |
| 23 | Modern Warfare                  | Greendale in guerra                | 6 maggio 2010     | 29 giugno 2010  |
| 24 | English as a Second Language    | Inglese come seconda lingua        | 13 maggio 2010    | 29 giugno 2010  |
| 25 | Pascal's Triangle Revisited     | Il triangolo di Pascal             | 20 maggio 2010    | 6 luglio 2010   |

## La comunità
- Titolo originale: Pilot
- Diretto da: Anthony e Joe Russo
- Scritto da: Dan Harmon

### Trama
Jeff Winger è un avvocato trentenne al quale è stata revocata la licenza per poter continuare a svolgere la professione, poiché non ha mai frequentato l'università. Jeff si iscrive quindi al Greendale Community College con la speranza di ottenere facilmente un diploma grazie alla sua amicizia con Ian Duncan, un professore del college che accetta di fornirgli le risposte di tutti gli esami del primo semestre; tuttavia, Duncan lo imbroglia, consegnandogli un plico di fogli vuoti e, alla fine, Jeff si vede costretto a farsi aiutare da altri. Si riunisce così con altri alunni problematici della classe che ha conosciuto durante un finto gruppo di studio di spagnolo, del quale si finse tutor per poter fare colpo su una delle ragazze del gruppo: Britta Perry. Il resto del gruppo è formato da: Abed Nadir (un ragazzo con la Sindrome di Asperger, appassionato di film e serie televisive), Pierce Hawthorne (un sessantenne che diventerà famoso all'interno del gruppo per le sue battute con risvolti sessisti e omofobi), Shirley Bennett (una mamma quarantenne profondamente credente in Dio che cerca di ricostruirsi una vita dopo il divorzio dal marito), Troy Barnes (giocatore di football che in seguito, anche grazie al gruppo di studio, diventerà il migliore amico di Abed) e Annie Edison (la ragazza più giovane del gruppo e anche la più ingenua, molto volenterosa a istruirsi e innamorata dai tempi del liceo di Troy; si trova al Community College perché ha affrontato un periodo di dipendenza da farmaci per la concentrazione). Anche se all'inizio Jeff si sente riluttante all'idea di formare un gruppo di studio, alla fine l'aiuto ricevuto dai suoi nuovi amici per prepararsi all'esame di spagnolo segna l'inizio ufficiale del gruppo con il quale Jeff passerà il resto del suo tempo al Greendale Community College.
- Ascolti USA: telespettatori 7 890 000[1]

## A lezione di spagnolo
- Titolo originale: Spanish 101
- Diretto da: Joe Russo
- Scritto da: Dan Harmon

### Trama
Jeff è sempre più idolatrato dai suoi compagni di studio, in particolare da Pierce, che cerca un rapporto più stretto con lui per sentirsi più importante; al contrario, Britta lo accusa di essere egocentrico ed egoista. Pierce è al settimo cielo quando si ritrova in coppia con Jeff per il compito di spagnolo, che richiede di preparare un breve dialogo da presentare alla classe. Durante le prove, Pierce continua a divagare e a voler trasformare la serata in un festino privato tra loro due. Nel frattempo, Britta informa Shirley e Annie del fatto che in Guatemala non c'è libertà di stampa, e queste ultime decidono di organizzare una protesta. Inizialmente irritata, Britta si rende conto che la politica non deve essere solo un'opinione, ma anche un'azione, e decide di partecipare alla protesta.
Quando Jeff scopre la situazione, perde le staffe con Pierce, il quale sta preparando un racconto molto lungo ed elaborato per il compito (peccato che non contenga nemmeno una delle frasi richieste). Dopo una sfuriata, Jeff si dirige verso Britta alla protesta per impressionarla, facendole credere di condividere i suoi interessi. Tuttavia, Pierce si indigna e fa una scenata a Jeff durante la protesta silenziosa. A un certo punto, Pierce prende fuoco e per salvarsi deve lanciarsi nella fontana. Il giorno dopo, Pierce spiega a Chang la situazione, e lui propone a Jeff di accettare la sufficienza e lasciare che Pierce si guadagni da solo il suo voto; tuttavia, Jeff dimostra di avere un cuore, rifiutando l'offerta del professore e recitando assieme a Pierce il suo interminabile racconto. Alla fine entrambi non raggiungono la sufficienza, ma Jeff riesce a dimostrare a Britta che aveva torto su di lui. La puntata si conclude con una clip di Abed e Troy che rappano cose inventate mentre fanno beat-boxing.
- Ascolti USA: telespettatori 5 390 000[2]

## Introduzione al cinema
- Titolo originale: Introduction to Film
- Diretto da: Anthony Russo
- Scritto da: Tim Hobert e Jon Pollack

### Trama
Answer
Troy, durante la sessione di studio, starnutisce in modo simile a una ragazza e tutti lo prendono in giro. Nel frattempo, Jeff cerca corsi per ottenere delle A facili e trova un corso in cui l'unico modo per ottenere una A è "Cogliere l'attimo". Inizialmente, Jeff non prende sul serio il corso fino a quando il professore gli dice che se non coglierà l'attimo in modo sincero, gli darà un'insufficienza. Così, Jeff si impegna per riuscirci. Quando ne parla con i suoi amici, tutti decidono di iscriversi tranne Abed, che desidera invece iscriversi al corso di Cinema; Britta decide di pagargli il corso. Intanto, Pierce decide di aiutare Troy con il suo problema di starnuto, offrendogli consigli su come camuffarlo. Dopo aver frequentato solo la prima lezione del corso di Cinema, Abed si dedica a un documentario sui suoi genitori. Quando Britta scopre ciò, si arrabbia e litiga con Abed. Jeff cerca di far riappacificare Britta, Abed e il padre di Abed, con cui hanno avuto una discussione in precedenza. Prima dell'incontro, Abed mostra il documentario finito, in cui ci sono Jeff e Britta che interpretano i genitori di Abed. Lui ha realizzato questo video per spiegare agli amici e al padre che è strano, ma si accetta e si sente in colpa per l'abbandono della madre. Jeff e Britta escono in cortile e, in quel momento, Britta chiede un bacio a Jeff per permettergli di cogliere l'attimo; il professore del corso di Jeff assiste alla scena e gli assegna una A.
- Ascolti USA: telespettatori 5 860 000[3]

## Psicologia sociale
- Titolo originale: Social Psychology
- Diretto da: Anthony Russo
- Scritto da: Liz Cackowski

### Trama
Britta ha un nuovo fidanzato di nome Vaughn, un ragazzo spensierato e hippie. Jeff, geloso della relazione, inizia a fare pettegolezzi insieme a Shirley sui due e, senza volerlo, cominciano a legare tra loro. Nel frattempo, Annie si unisce a una ricerca da consegnare per il corso del professor Duncan, che riguarda un test di psicologia volto a mettere alla prova la pazienza delle persone. Tra le cavie ci sono anche Abed, Troy e il professor Chang.Quando Jeff scopre che Vaughn ha scritto una poesia per Britta, non riesce a resistere e decide di condividerla con Shirley, portando a una serie di eventi imbarazzanti. Pierce, che ascolta i due mentre ridono della poesia, decide di intervenire e confrontarli. Tuttavia, quando Vaughn e Britta arrivano e scoprono il pettegolezzo, Vaughn si sente tradito e rompe con Britta.Shirley si scusa con Jeff per aver gossipato, riconoscendo che questo comportamento ha causato problemi in passato. I due decidono di non parlare più di pettegolezzi, tranne quando Shirley rivela a Jeff che Britta ha avuto un sogno erotico su di lui. Nel tentativo di riconciliarsi con Britta, Jeff cerca di dimostrarle che tiene a lei.Annie, frustrata da Abed che ha dedicato troppo tempo al suo documentario sui genitori invece di partecipare alla ricerca, si scusa con lui portandogli dei DVD di Indiana Jones come gesto di riconciliazione. Alla fine dell'episodio, il gruppo si ritrova a riflettere sulle proprie relazioni e sulle dinamiche che le influenzano.L'episodio esplora temi di gelosia e amicizia attraverso le interazioni tra i personaggi e culmina in una serie di rivelazioni personali che rafforzano i legami all'interno del gruppo.
- Ascolti USA: telespettatori 4 870 000[4]

## Il processo di Britta
- Titolo originale: Advanced Criminal Law
- Diretto da: Joe Russo
- Scritto da: Andrew Guest

### Trama
Il Signor Chang scopre che qualcuno ha barato nel compito in classe di spagnolo e minaccia di bocciare tutta la classe se non salta fuori chi è stato. Britta, sentendosi in colpa, confessa di essere la colpevole e viene quindi convocata a un processo disciplinare tenuto in una piscina, dove Dean Pelton, Chang e il professor Duncan fungono da giudici. Jeff, che ha un passato da avvocato, decide di difendere Britta durante il processo.Mentre Jeff cerca di aiutare Britta a dimostrare che le sue azioni sono state dettate da una mancanza di fiducia in se stessa, Annie chiede una mano a Pierce per scrivere un nuovo inno per il Greendale. Pierce, inizialmente entusiasta, si rende conto di non avere le capacità necessarie per comporre una canzone originale e finisce per copiare un brano già esistente. Durante il processo, Britta si rende conto che la sua confessione è stata influenzata dalla pressione del Signor Chang e decide di ritirarla. Tuttavia, dopo una conversazione con Jeff, comprende che le sue azioni riflettono un problema più profondo legato alla sua autostima. Jeff alla fine convince i giudici a non punire Britta, a patto che partecipi a delle valutazioni psicologiche settimanali con il professor Duncan.Nel frattempo, la trama secondaria coinvolge Abed e Troy: Abed cerca di convincere Troy che è un alieno, ma Troy diventa sempre più scettico riguardo alle affermazioni di Abed. La puntata si conclude con un momento comico in cui Abed e Troy tentano di infilare quanti più matite possibile nelle bocche l'uno dell'altro.L'episodio affronta temi come l'integrità accademica e la lotta personale di Britta con la propria identità, mentre mostra anche l'umorismo caratteristico della serie attraverso le interazioni tra i personaggi.
- Ascolti USA: telespettatori 5 010 000[5]

## Football, bagni ed esseri umani
- Titolo originale: Football, Feminism and You
- Diretto da: Joe Russo
- Scritto da: Hilary Winston

### Trama
Jeff si trova sotto ricatto dal preside Pelton, che lo costringe a convincere Troy a unirsi alla squadra di football del Greendale. Nonostante le sue riluttanze, Jeff spinge Troy, un ex stella del football al liceo, a tornare in campo. Nel frattempo, Pierce e il preside collaborano per creare una nuova mascotte per la scuola, mentre Britta impara da Shirley le regole del galateo femminile. Jeff scopre che il preside ha utilizzato la sua immagine per promuovere la squadra, minacciando la sua reputazione.Dopo una sincera conversazione, Troy realizza di poter divertirsi a giocare a football senza sentirsi costretto dalle aspettative. L'episodio affronta temi come la pressione sociale e l'identità personale, presentando momenti comici tipici della serie.
- Ascolti USA: telespettatori 5 180 000[6]

## Nozioni di statistica
- Titolo originale: Introduction to Statistics
- Diretto da: Justin Lin
- Scritto da: Tim Hobert e Jon Pollack

### Trama
Mentre Annie organizza la Festa dei Morti, Jeff cerca di conquistare la professoressa di statistica, Michelle Slater. In questo episodio, Jeff è attratto da Michelle e decide di fare di tutto per impressionarla, persino ignorando l'importanza della festa. Nel frattempo, Pierce affronta una crisi esistenziale, sentendosi trascurato e poco apprezzato dal gruppo.Annie, desiderosa di celebrare la tradizione messicana, si impegna a rendere la festa speciale, ma si trova a dover gestire le tensioni tra i membri del gruppo. La situazione si complica ulteriormente quando Jeff deve scegliere tra il suo interesse per Michelle e il supporto ad Annie nella sua iniziativa.L'episodio esplora temi come l'identità culturale e l'autenticità nelle relazioni, mentre il gruppo si confronta con le proprie dinamiche e priorità. La festa diventa un momento cruciale per il gruppo, rivelando le loro vulnerabilità e rafforzando i legami tra di loro.
- Ascolti USA: telespettatori 5 320 000[7]

## Economia domestica
- Titolo originale: Home Economics
- Diretto da: Anthony Russo
- Scritto da: Lauren Pomerantz

### Trama
Dopo che Shirley e Britta scoprono che Jeff vive nella sua auto, questi decide di trasferirsi nella camera di Abed, il quale risiede in un dormitorio del college. Tuttavia, quando Jeff diventa insopportabile e troppo simile a lui, Abed chiede a Britta di convincerlo ad andarsene.Nel frattempo, Pierce viene reclutato dalla banda di Vaughn, un nuovo personaggio hippie che ha attirato l'attenzione di Britta. Troy, invece, ha un appuntamento con una ragazza e cerca di impressionarla, ma si sente in competizione con Vaughn.L'episodio esplora le dinamiche tra i personaggi, evidenziando la crescente frustrazione di Abed nei confronti del comportamento invadente di Jeff. Alla fine, Jeff si rende conto che la sua presenza sta influenzando negativamente la vita di Abed e decide di lasciare la sua stanza per ripristinare l'equilibrio. Questo episodio affronta temi come l'amicizia e l'identità personale all'interno del contesto del college, mostrando come le relazioni possano essere influenzate da circostanze esterne e dalle scelte individuali.
- Ascolti USA: telespettatori 5 450 000[8]

## Il dibattito
- Titolo originale: Debate 109
- Diretto da: Joe Russo
- Scritto da: Tim Hobert

### Trama
In questo episodio, Jeff e Annie partecipano a una gara di dibattito, nella quale devono dimostrare la bontà o la malvagità dell'uomo, sfidando Jeremy Simmons, un campione di dibattito del City College. Mentre si preparano per la competizione, Shirley scopre che i film realizzati da Abed sembrano prevedere il futuro, portando a una serie di eventi comici e rivelatori. Britta, nel frattempo, si affida a Pierce per smettere di fumare, e Pierce cerca di aiutarla con tecniche di ipnosi.Durante il dibattito, Jeff e Annie iniziano in svantaggio contro Simmons, ma le cose cambiano quando un'interruzione da parte della squadra di basket costringe a una pausa. Dopo un attacco personale di Simmons nei confronti di Annie, Jeff si impegna a vincere. La situazione culmina quando Annie bacia Jeff in un momento impulsivo per provare il suo punto, portando alla vittoria di Greendale.L'episodio esplora temi come l'integrità personale e le dinamiche relazionali all'interno del gruppo, mentre Abed continua a sorprendere gli altri con le sue capacità di previsione. La puntata è stata ben accolta dalla critica, in particolare per l'umorismo legato al dibattito e per il subplot di Abed.

## Scienze ambientali
- Titolo originale: Environmental Science
- Diretto da: Seth Gordon
- Scritto da: Zach Paez

### Trama
Abed e Troy stanno lavorando a un esperimento di biologia, ma la loro cavia fugge. Questo porta a una serie di eventi comici mentre cercano di recuperare l'animale.Nel frattempo, Jeff cerca di parlare con Chang per aiutarlo a riappacificarsi con la moglie, dopo che è emerso che la loro relazione è in crisi. Chang, interpretato da Ken Jeong, si trova in difficoltà e la situazione si complica ulteriormente quando Jeff scopre che Chang ha finto di essere un insegnante di spagnolo.L'episodio esplora temi come le relazioni interpersonali e le dinamiche di gruppo all'interno del college, mentre i personaggi affrontano le loro insicurezze e cercano di risolvere i conflitti. La commedia si intreccia con momenti di introspezione, mostrando come i personaggi crescano attraverso le loro esperienze. La trama si sviluppa in modo da mettere in evidenza le vulnerabilità di ciascun personaggio, rendendo l'episodio sia divertente che significativo.

## Politica della sessualità umana
- Titolo originale: The Politics of Human Sexuality
- Diretto da: Anthony Russo
- Scritto da: Hilary Winston

### Trama
Al Greendale si organizza una fiera sul sesso tutelato e il rettore chiede ad Annie, sua principale aiutante nell'organizzazione dell'evento, di mostrare su un manichino come si mette un preservativo. Tuttavia, Annie rivela a Britta e Shirley di non aver mai visto un pene prima d'ora. Le tre decidono quindi di andare nell'ufficio del preside per far vedere ad Annie il manichino.Intanto, Troy si sente umiliato e frustrato perché viene battuto da Abed in prove sportive. Pierce, invece, si è "fidanzato" con una escort e invita Jeff a un'uscita a quattro. Jeff però non ha un'accompagnatrice e deve trovarla entro sera.Nel frattempo, le ragazze vengono scoperte nell'ufficio del preside, dove iniziano a discutere in presenza del preside stesso e di una psicologa. Durante la discussione, Annie ammette, uscendo dalla stanza, di sentirsi a disagio a parlare della sua sessualità. Il preside torna poi a controllare come sta andando la fiera e scopre che i preservativi distribuiti durante la serata sono bucati. Crede quindi che Troy sia il miglior atleta del college e gli chiede di annunciare la situazione all'altoparlante prima che qualcuno li usi.Troy ammette di essere meno bravo di Abed e così a fare l'annuncio ci va quest'ultimo. Jeff intanto riesce a trovare una ragazza all'ultimo momento, ma capisce che non è in cerca di un'altra storia di una notte grazie anche all'aiuto di Pierce, il quale si fa prestare i soldi da Jeff per pagare la escort.L'episodio affronta temi come la sessualità, l'autenticità nelle relazioni e le pressioni sociali che i personaggi devono affrontare nel loro percorso al Greendale Community College.

## Religioni comparate
- Titolo originale: Comparative Religion
- Diretto da: Adam Davidson
- Scritto da: Liz Cackowski

### Trama
È tempo di Natale al Greendale e Shirley si dedica ai preparativi per la consueta festa. Intanto, Jeff, contravvenendo a ciò che gli aveva detto Shirley, dopo essere stato provocato da una banda di bulli decide di battersi contro di loro con l'aiuto dei compagni del gruppo di studio. Mentre i preparativi per la festa procedono, il gruppo si trova coinvolto in una serie di eventi comici e imprevisti. Jeff, spinto dalla sua impulsività e dal desiderio di dimostrare il suo valore, si ritrova a dover affrontare i bulli in una situazione che mette alla prova non solo il suo coraggio, ma anche i legami con i suoi amici.L'episodio esplora temi come l'amicizia, la rivalità e il significato del Natale all'interno del contesto del college. La tensione culmina in un momento di solidarietà tra i membri del gruppo, che si uniscono per affrontare le sfide esterne e celebrare la loro comunità. La puntata si conclude con una riflessione sui valori dell'amicizia e della famiglia, tipici dello spirito natalizio.

## Giornalismo investigativo
- Titolo originale: Investigative Journalism
- Diretto da: Joe Russo
- Scritto da: Jon Pollack e Tim Hobert

### Trama
Jeff viene scelto come nuovo editore del Greendale Gazette Journal, mentre il gruppo discute se sia il caso di far entrare un nuovo studente nella loro "community". Questo nuovo studente, Buddy (interpretato da Jack Black), si inserisce nel gruppo di studio, ma la sua presenza si rivela ingombrante e fastidiosa.Nel corso dell'episodio, Jeff cerca di gestire il suo nuovo ruolo di editore, mentre Annie scopre una storia riguardante il razzismo all'interno della scuola, che diventa un punto centrale della trama. La discussione sull'ammissione di Buddy al gruppo porta a conflitti e tensioni tra i membri, costringendoli a riflettere su cosa significhi far parte di una comunità.L'episodio esplora temi come l'inclusione e l'identità del gruppo, mentre Jeff affronta le sue insicurezze riguardo al suo ruolo di leader. Alla fine, il gruppo decide di accettare Buddy, ma scoprono che lui ha già un altro gruppo di studio a cui appartiene. La puntata mette in evidenza le dinamiche relazionali tra i personaggi e le sfide che affrontano nel tentativo di mantenere l'armonia all'interno del loro gruppo.

## Danza interpretativa
- Titolo originale: Interpretive Dance
- Diretto da: Justin Lin
- Scritto da: Lauren Pomerantz

### Trama
Britta e Troy frequentano, in segreto dal gruppo, un corso di danza. Britta confessa tutto agli amici, i quali la sostengono, mentre Troy per paura non lo fa. Nel frattempo, viene scoperta la relazione tra Jeff e la professoressa di statistica, Michelle Slater: la relazione diventa ufficiale, rendendo gelosa Britta.L'episodio si sviluppa mostrando le dinamiche di gruppo e le tensioni emotive tra i personaggi. Britta, sentendosi insicura riguardo ai suoi sentimenti per Jeff, si confronta con il suo desiderio di essere accettata e di esplorare nuove esperienze, come il corso di danza. D'altra parte, Troy è combattuto tra la sua voglia di esprimersi e la paura del giudizio degli altri. Mentre Jeff cerca di mantenere la sua relazione con Michelle, le sue interazioni con Britta diventano sempre più complicate. La tensione culmina in momenti comici e rivelatori che mettono in luce le vulnerabilità dei personaggi. La puntata affronta temi come l'amore non corrisposto, l'accettazione e l'importanza della comunicazione all'interno delle relazioni.

## Espressionismo romantico
- Titolo originale: Romantic Expressionism
- Diretto da: Joe Russo
- Scritto da: Andrew Guest

### Trama
Jeff e Britta decidono di intromettersi nella vita privata di Annie quando scoprono che questa comincia a uscire con Vaughn, l'ex di Britta. Jeff, spinto dalla gelosia e dal desiderio di proteggere Annie, cerca di convincerla a riconsiderare la sua relazione con Vaughn, mentre Britta esprime la sua frustrazione per la situazione.Nel frattempo, Abed e Troy progettano di fare una serata a base di film e non invitano Pierce, il quale si sente messo da parte dai compagni. Questo porta Pierce a cercare modi per attirare l'attenzione del gruppo, mentre Abed e Troy si godono la loro serata senza preoccuparsi delle conseguenze.L'episodio esplora temi come la gelosia, l'amicizia e le dinamiche relazionali all'interno del gruppo. La tensione tra Jeff e Britta si intensifica quando entrambi devono affrontare i loro sentimenti per Annie e Vaughn. Inoltre, la situazione di Pierce mette in evidenza le vulnerabilità dei personaggi e il desiderio di appartenenza, rendendo la puntata ricca di momenti comici e riflessivi.

## Studi di comunicazione
- Titolo originale: Communication Studies
- Diretto da: Adam Davidson
- Scritto da: Chris McKenna

### Trama
A San Valentino, Britta si ubriaca e lascia un messaggio imbarazzante sulla segreteria di Jeff. Abed sottolinea che Britta non fosse cosciente quando ha inviato quel messaggio e, allora, convince e aiuta Jeff a lasciare un messaggio altrettanto imbarazzante, così da pareggiare i conti con Britta per farla stare meglio.Nel frattempo, Annie e Shirley cercano di fare uno scherzo al Signor Chang dopo che lui ha messo in imbarazzo Troy e Pierce durante le lezioni, creando una situazione comica che mette in evidenza le dinamiche di potere all'interno del gruppo.L'episodio esplora temi come l'imbarazzo, l'amicizia e le relazioni romantiche, mentre i personaggi affrontano le conseguenze delle loro azioni. La rivalità tra Jeff e Britta si intensifica, mentre Abed funge da mediatore tra i due, cercando di mantenere l'equilibrio nel gruppo. Alla fine, il messaggio di Jeff porta a una serie di situazioni esilaranti che mettono in luce la vulnerabilità dei personaggi e il loro desiderio di connessione.

## Educazione fisica
- Titolo originale: Physical Education
- Diretto da: Anthony Russo
- Scritto da: Jessie Miller

### Trama
Abed ha un problema e il gruppo di studio prova ad aiutarlo. Nel frattempo, Jeff decide di frequentare un corso di biliardo, ma non vuole mettersi la "divisa" che l'insegnante dà a tutti i frequentatori del corso. Il suo rifiuto provoca una lite con il professore, che lo prende in giro.L'episodio si concentra sulle difficoltà di Abed nel relazionarsi con gli altri e sulla sua ricerca di supporto da parte del gruppo. Mentre il gruppo cerca di capire come aiutare Abed, Jeff affronta la sua sfida personale nel corso di biliardo, dove la sua riluttanza a indossare la divisa diventa simbolo della sua resistenza a conformarsi alle aspettative.La tensione tra Jeff e il professore culmina in un confronto che mette in evidenza le insicurezze di Jeff e il suo desiderio di essere visto come un individuo unico, piuttosto che come parte di un gruppo. Nel frattempo, le interazioni tra Abed e gli altri membri del gruppo rivelano le dinamiche relazionali e l'importanza dell'amicizia nel superare le difficoltà personali.L'episodio esplora temi come l'identità, l'accettazione e la crescita personale, mentre i personaggi si confrontano con le loro vulnerabilità e cercano di sostenersi a vicenda. La commedia si intreccia con momenti di introspezione, rendendo la puntata sia divertente che significativa.

## Genealogia elementare
- Titolo originale: Basic Genealogy
- Diretto da: Ken Whittingham
- Scritto da: Karey Dornetto

### Trama
Durante un incontro con le famiglie al Greendale, Pierce cerca di riconciliarsi con la sua figliastra Ambra. Britta viene bastonata dalla nonna di Troy, mentre i figli di Shirley mettono in difficoltà il padre di Abed.L'episodio si concentra sulle relazioni familiari e sulle dinamiche tra i personaggi, evidenziando le difficoltà che ciascuno affronta nel cercare di stabilire legami significativi. Pierce, desideroso di riparare il suo rapporto con Ambra, si impegna a dimostrarle il suo affetto, ma le sue azioni spesso risultano goffe e maldestre.Nel frattempo, Britta si trova in una situazione comica e imbarazzante quando la nonna di Troy, una donna autoritaria e tradizionalista, la sorprende in un momento poco opportuno. Questo porta a una serie di eventi esilaranti che mettono in luce le differenze culturali e generazionali tra i personaggi.Allo stesso tempo, i figli di Shirley creano scompiglio nell'ufficio del padre di Abed, costringendolo a confrontarsi con le proprie insicurezze genitoriali. L'episodio esplora temi come l'accettazione, la crescita personale e l'importanza della famiglia, mentre il gruppo si unisce per affrontare le sfide che derivano dalle loro relazioni. La puntata si conclude con un messaggio positivo sull'importanza del supporto reciproco all'interno della comunità del Greendale.

## Corso di ceramica per principianti
- Titolo originale: Beginner Pottery
- Diretto da: Anthony Russo
- Scritto da: Hilary Winston

### Trama
Jeff si iscrive a un corso di ceramica per ottenere facilmente dei crediti, ma resta ossessionato da un compagno di classe che dimostra di avere molto più talento di lui. Questa rivalità lo porta a confrontarsi con le proprie insicurezze artistiche e a riflettere sul significato del successo personale.Nel frattempo, Shirley e gli altri si iscrivono a un corso di vela tenuto dall'ammiraglio Slaughter nel parcheggio della scuola. Tuttavia, scoprono che la navigazione non è così semplice come pensavano e si trovano ad affrontare molte più difficoltà, tra cui la mancanza di esperienza e le sfide pratiche legate alla vela.L'episodio esplora temi come l'autoefficacia, la competizione e il lavoro di squadra, mentre Jeff deve affrontare la sua frustrazione e il gruppo cerca di adattarsi alle nuove esperienze. La situazione culmina in momenti comici e rivelatori che mettono in luce le dinamiche relazionali tra i personaggi e l'importanza del supporto reciproco all'interno del gruppo. La puntata si conclude con una riflessione su come le sfide possono portare a una maggiore comprensione di sé e degli altri.

## La scienza dell'illusione
- Titolo originale: The Science of Illusion
- Diretto da: Adam Davidson
- Scritto da: Zach Paez

### Trama
Britta fa uno scherzo che le si ritorce contro, mentre Annie e Shirley diventano guardie di sicurezza del campus.In questo episodio, Britta decide di fare uno scherzo per il pesce d'aprile, cercando di inserire un piccolo anfibio con un sombrero sulla scrivania di Señor Chang. Tuttavia, il suo piano fallisce miseramente quando, durante l'operazione, riesce a far cadere un cadavere di laboratorio dalla finestra. Questo incidente provoca il caos e attira l'attenzione del Dean Pelton, che incarica Annie e Shirley di indagare sull'accaduto.Annie e Shirley prendono molto sul serio il loro nuovo ruolo di guardie di sicurezza e competono per vedere chi può essere il "cattivo" della situazione. Abed, nel frattempo, osserva le loro interazioni e fornisce commenti in stile documentario, aggiungendo un ulteriore strato comico alla narrazione.L'episodio esplora temi come la rivalità, l'identità e il senso di appartenenza all'interno del gruppo. Alla fine, dopo vari colpi di scena e situazioni comiche, Britta ammette la sua responsabilità per l'incidente, portando a una riflessione collettiva sui loro comportamenti e sulle loro relazioni. La puntata si conclude con un messaggio positivo sull'importanza dell'amicizia e della comprensione reciproca.

## Pollame americano contemporaneo
- Titolo originale: Contemporary American Poultry
- Diretto da: Tristram Shapeero
- Scritto da: Emily Cutler e Karey Dornetto

### Trama
Ogni volta che il gruppo di studio va a mangiare alla mensa del Greendale, le crocchette di pollo sono sempre già finite. Gli studenti del gruppo, allora, intuiscono che ci sia qualcosa di strano e così decidono, capitanati da Jeff e Troy, di impossessarsi della mensa. Il gruppo di studio si trasforma così in una specie di "mafia del pollo fritto" che inizialmente gestisce solo la mensa, ma in seguito arriva a controllare ogni cosa del college. Tale situazione, però, farà nascere presto degli attriti all'interno del gruppo.Nell'episodio viene omaggiato il cinema gangster di Martin Scorsese, in particolare Casinò e Quei bravi ragazzi: i monologhi di Abed sono un misto di citazioni dai monologhi fuori campo di Henry Hill e Arnold Rothstein. Inoltre, è presente una parodia della scena del ritrovamento dei cadaveri in Quei bravi ragazzi, oltre a riferimenti, scene e dialoghi che omaggiano il film Il padrino.

## L'arte del discorso
- Titolo originale: The Art of Discourse
- Diretto da: Adam Davidson
- Scritto da: Chris McKenna

### Trama
Il gruppo di studio si spacca a metà dopo che Pierce litiga furiosamente con Shirley; ogni membro del gruppo, infatti, prende le difese di uno dei due. Intanto, Jeff e Britta cercano di vendicarsi su un gruppo di liceali che li prendono in giro perché frequentano il Community College, mentre Troy aiuta Abed a realizzare un film.L'episodio esplora temi come la divisione e la lealtà all'interno del gruppo, evidenziando le dinamiche relazionali tra i personaggi. La lite tra Pierce e Shirley mette in luce le tensioni nascoste e le differenze di personalità, mentre Jeff e Britta si uniscono nel tentativo di affrontare il bullismo dei liceali, rivelando così il loro desiderio di affermarsi e difendere la propria dignità.Nel frattempo, Troy e Abed lavorano insieme per creare un film, mostrando la loro amicizia e la passione per il cinema. L'episodio si conclude con una riflessione sui legami che uniscono il gruppo di studio, nonostante le divergenze. 

## Greendale in guerra

Jeff si tuffa fuori dallo studio mentre il Señor Chang fa esplodere una bomba di vernice nella stanza

- Titolo originale: Modern Warfare
- Diretto da: Justin Lin
- Scritto da: Emily Cutler

### Trama
Il gruppo di studio viene informato che è stata indetta una partita di paintball per tutti gli studenti del Greendale, con un premio segreto per il vincitore. Jeff, disinteressato, schiaccia un pisolino nella sua macchina e si sveglia trovando il college distrutto e coperto di vernice. Scopre che il premio segreto è la possibilità di riordinare l'intero calendario scolastico, e per questo è in corso una guerra "all'ultimo sangue". Jeff incontra Abed e Troy, che lo aiutano a trovare il resto del gruppo (Annie, Britta e Shirley si trovavano nel bagno, mentre Pierce era a rubare merendine nella mensa). Insieme decidono di unirsi per vincere il premio.Dopo un'imboscata del gruppo dei coristi, Pierce e Troy vengono eliminati. Il resto del gruppo si rifugia nella mensa, dove affrontano un altro agguato da parte di pattinatori appassionati della musica anni '80. Qui, Shirley e Abed vengono colpiti e eliminati. Rimangono solo Jeff e Britta; mentre lui viene bendato da lei, i due si baciano.Il preside Pelton fa partecipare anche il Señor Chang alla gara. Chang trova Jeff e Britta nella sala del gruppo di studio e elimina Britta. Ignaro di averla colpita, Britta decide di uscire allo scoperto per eliminare Chang e far vincere Jeff. Entrambi vengono eliminati, ma prima che Jeff esca dallo studio, Chang innesca una bomba a base di vernice. Jeff riesce a scappare e va dal preside imbracciando il mitragliatore di Chang, distruggendo l'ufficio del preside. Alla fine, Jeff riceve un permesso per modificare il calendario scolastico e lo regala a Shirley per permetterle di passare più tempo con i suoi figli. Nella scena in cui gli appassionati della disco battono in ritirata, si può vedere sul vetro della porta il simbolo di John il Rosso, il principale antagonista della serie TV The Mentalist.

## Inglese come seconda lingua
- Titolo originale: English as a Second Language
- Diretto da: Gail Mancuso
- Scritto da: Tim Hobert

### Trama
Chang rivela a Jeff di non avere la laurea per insegnare e gli chiede dove ha falsificato la sua. La conversazione viene inavvertitamente registrata da Annie, che salva tutte le lezioni per prendere appunti. Quando il rettore Dean Pelton scopre la situazione, Chang viene sostituito da una professoressa molto più severa.Nel frattempo, Troy scopre di avere un talento naturale come idraulico, vivendo una situazione simile a quella di Matt Damon in Will Hunting - Genio ribelle, con la differenza che lui ha un talento innato per aggiustare le tubature. Questo nuovo talento porta Troy a esplorare le sue capacità e a guadagnare fiducia in se stesso, mentre il gruppo di studio si confronta con le conseguenze della rivelazione di Chang.

## Il triangolo di Pascal
- Titolo originale: Pascal's Triangle Revisited
- Diretto da: Joe Russo
- Scritto da: Hilary Winston

### Trama
Mentre al Greendale viene organizzato un ballo, Britta e la professoressa Slater competono per avere Jeff. Questa rivalità porta a situazioni comiche e imbarazzanti, con entrambe le donne che cercano di attirare l'attenzione di Jeff in modi sempre più eccentrici. Intanto, Troy ha bisogno di un alloggio per l'anno successivo, ma non capisce perché Abed non lo abbia invitato a traslocare nella sua stanza. La situazione si complica quando Troy scopre che Abed ha già pianificato di vivere con un altro compagno di stanza.L'episodio esplora le dinamiche delle relazioni romantiche e amicali all'interno del gruppo, mostrando come la competizione possa influenzare le interazioni tra i personaggi. La tensione tra Britta e la professoressa Slater culmina in momenti divertenti, mentre Troy deve affrontare le sue insicurezze riguardo alla sua amicizia con Abed.